# ولسوالی شورتپه
شورتپه یکی از ولسوالی‌های ولایت بلخ در جنوب خاوری کنار آمو دریا افغانستان است با جمعیت نزدیک به ۱۱۸۵۲۴ نفر.